# Scheuermann Spur
Scheuermann Spur ist ein breiter, vereister und 1600 m hoher Gebirgskamm in den Darwin Mountains des Transantarktischen Gebirges im ostantarktischen Viktorialand. Er ragt am Kopfende des Hatherton-Gletschers bzw. am westlichen Ende der Prebble-Eisfälle auf. Das flache Gipfelareal läuft in südlicher Richtung spitz zu. Seine Westflanke ist durch ein an den Hatherton-Gletscher angrenzendes Felsenkliff gekennzeichnet.
Das Advisory Committee on Antarctic Names benannte diesen Gebirgskamm 2001 nach Mike Scheuermann, zuständig für luftunterstützte Forschungsprojekte im Polarprogramm der National Science Foundation in Zusammenarbeit mit der United States Navy von 1995 bis 2001.